# Guna Trading FC
Guna Trading Football Club w skrócie Guna Trading FC – etiopski klub piłkarski grający niegdyś w pierwszej lidze etiopskiej, mający siedzibę w mieście Mekelie.

## Sukcesy
- Puchar Etiopii[1]:
  - finał (1): 2001

## Występy w afrykańskich pucharach
| Sezon | Rozgrywki                 | Runda   | Kraj | Klub            | Dom | Wyjazd | Dwumecz |
| ----- | ------------------------- | ------- | ---- | --------------- | --- | ------ | ------- |
| 2002  | Puchar Zdobywców Pucharów | wstępna |      | Polisi Zanzibar | 1–2 | 0–0    | 1–2     |

## Stadion
Domowe mecze klub rozgrywa na stadionie o nazwie Tigray Stadium w Mekelie, który może pomieścić 10000 widzów.